# Proba
För insektssläktet med samma namn, se Proba (insekt).

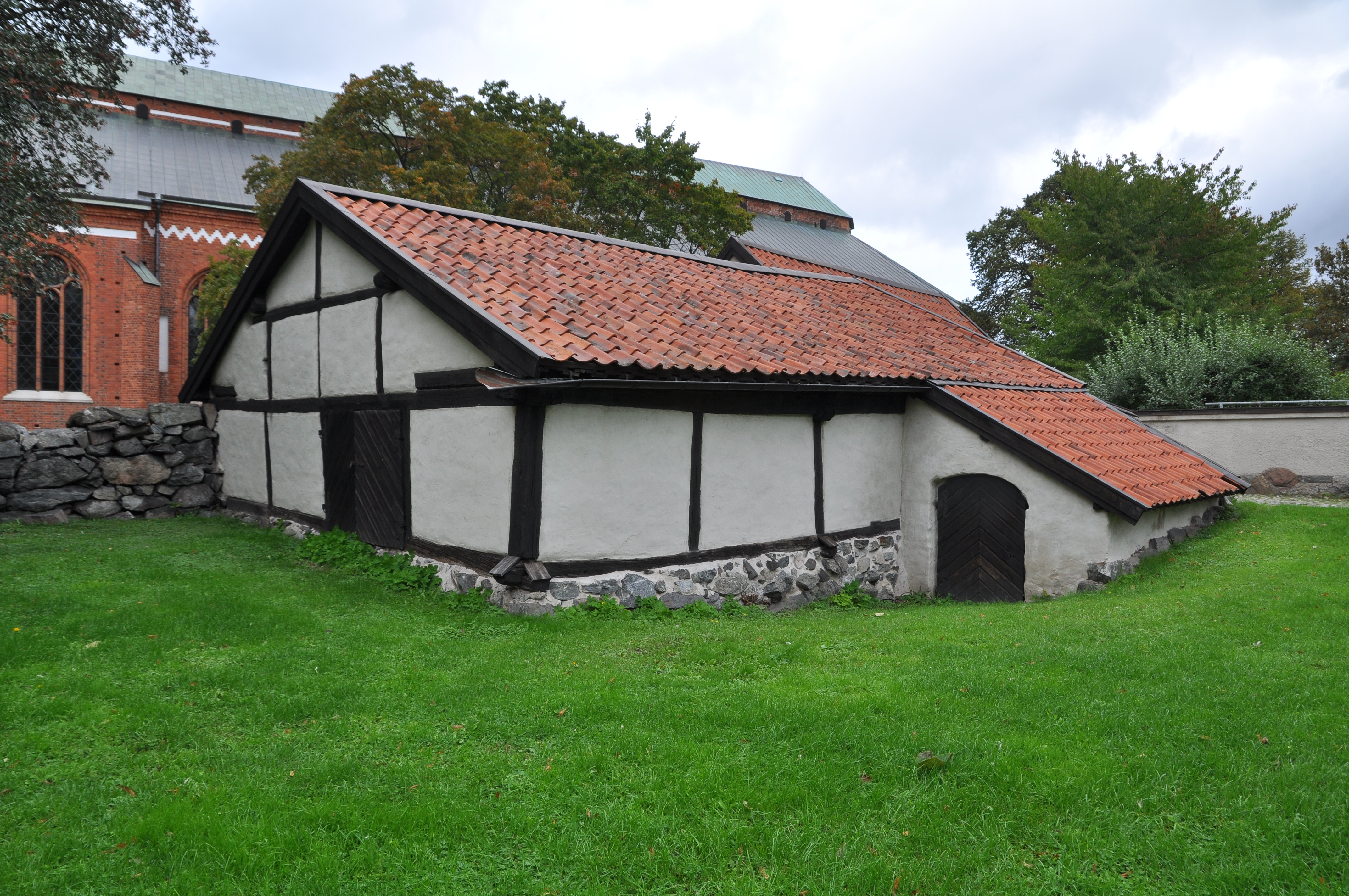
Proban i Västerås, det historiska fängelset för djäknar och lärare från Rudbeckianska gymnasiet.

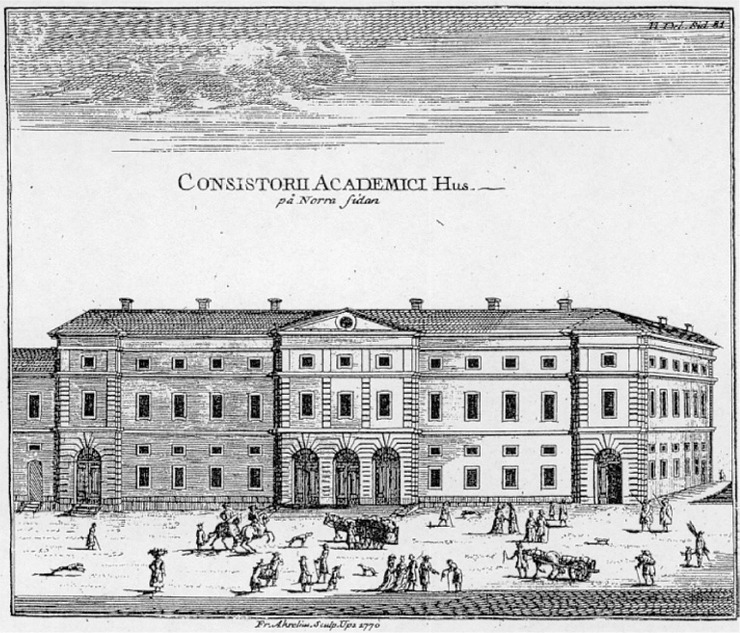
Konsistoriehuset i Uppsala, vilket under delar av 1700-talet rymde Uppsala universitets proba.

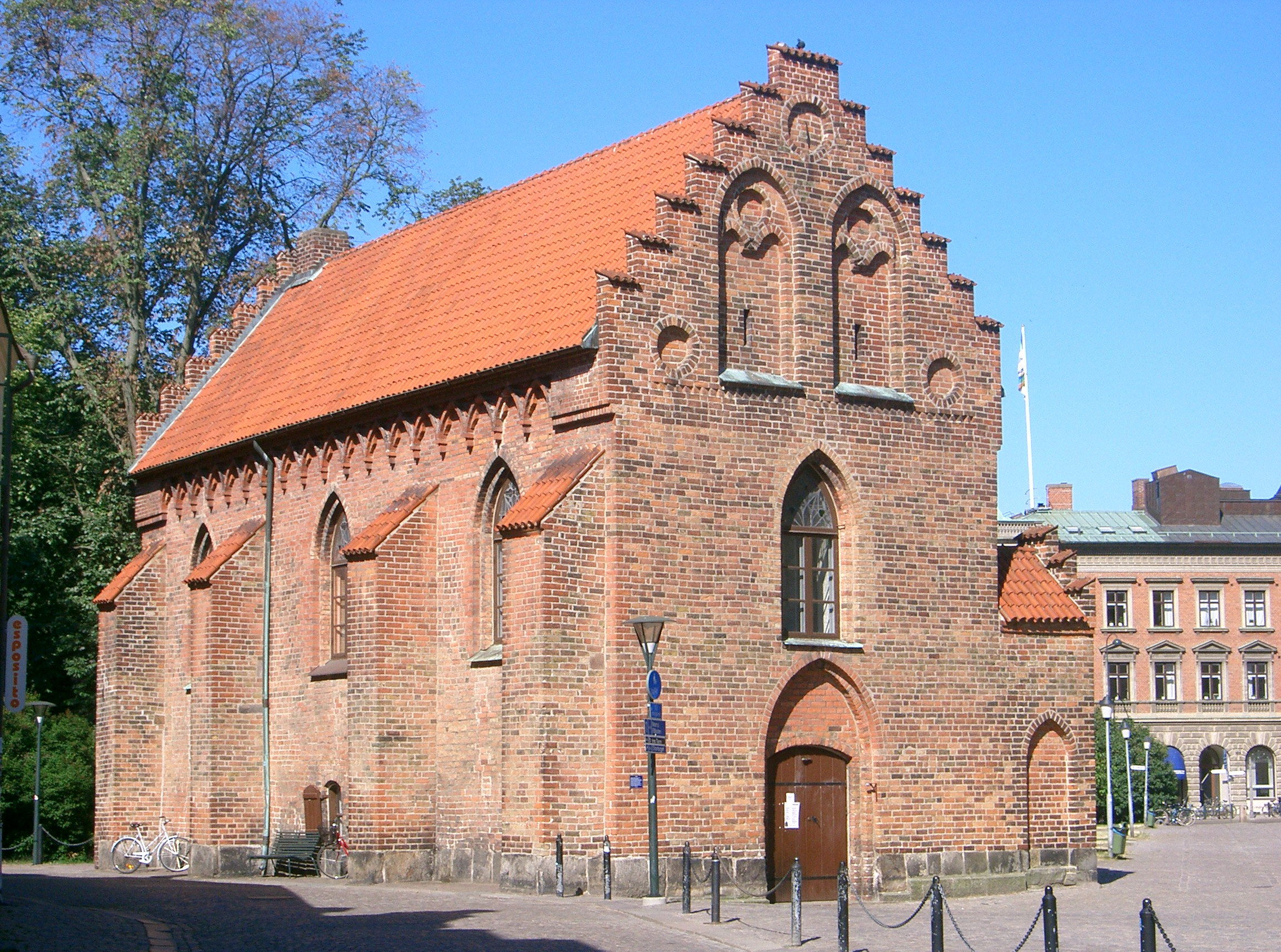
Liberiet i Lund rymde från 1764 och troligen ända till 1844 Lunds universitets proba.

Proba, eller prubba, var beteckningen på de fängelser som svenska kyrkan och därtill anknutna läroanstalter i äldre tid hade. Ordet proba kommer från latinets ord för prövning.
Det äldsta kända belägget för begreppet kommer från Laurentius Petris handskrivna utkast till kyrkoordning 1561 (tryckt 1571), där står att en prästman som vid prästmöte ”dricker sigh drucken / och i så måtto gör sigh oskickeligh / han skal medh Probon etc. straffat warda”. Som kyrkliga fängelser fanns probor främst i stiftstäderna, och då det också var i dessa som de äldsta svenska gymnasierna fanns blev proborna med tiden mer kopplade till bestraffning av olydiga elever än med straffade präster och andra tjänstemän inom kyrkan. Proborna kunde också fungera som bysättningshäkten.

## Probor vid svenska skolor
Det enda i Sverige bevarade skolproban finns i Västerås i anslutning till nuvarande Rudbeckianska gymnasiet och domkyrkan. Byggnaden, vars källare fungerade som fängelse, har kunnat dateras till medeltiden och togs ur bruk som skolfängelse år 1801. 

## Probor vid svenska universitet
Vid såväl Uppsala som Lunds universitet fanns probor så länge som dessa lärosäten hade egen jurisdiktion över sina anställda och studenter, det vill säga fram till 1852. 
I Uppsala låg proban (där oftast kallad "prubban") under 1600-talet i en byggnad på innergården till Gustavianum. Under 1700-talet flyttades den först till det nyuppförda Konsistoriehuset vid S:t Eriks torg och senare till Domtrapphuset.
I Lund låg den äldsta proban i källaren till domkapitlets kapitelhus vid Krafts torg (rivet i början av 1800-talet) för att 1764 flyttas till ett rum intill fäktsalen i det då av universitetet förvärvade Liberiet. Beträffande 1800-talet finns flera olika, delvis motstridiga uppgifter om probans placering, däribland en gemensam lokalisering med stadens arrest i en byggnad precis väster om domkyrkan. Den i översiktsverk vanligaste uppgiften är dock att proban skulle ha varit placerad i det 1802 färdigställda Kuggis vid Lundagård. Ett närmare studium av samtida arkivhandlingar indikerar dock snarare att proban förblev i Liberiet ända till 1844 då denna byggnad ominreddes som repetitionslokal för Akademiska kapellet. I samband med detta och fram till dess avskaffande 1852/53 var proban förlagd till en tidigare växthusbyggnad vid Sandgatan.